# Komitat Ugocsa
Das Komitat Ugocsa (deutsch auch Komitat Ugotsch, ungarisch Ugocsa vármegye, lateinisch comitatus Ugotsensis) war eine Verwaltungseinheit im Nordosten des Königreichs Ungarn. Verwaltungssitz war Nagyszőllős.
Heute liegt der kleinere Teil (etwa 1/4 des Gebiets) im nördlichen Rumänien (im heutigen Kreis Satu Mare), der größere Teil (etwa 3/4 des Gebiets) in der westlichen Ukraine (in der Oblast Transkarpatien).

## Lage

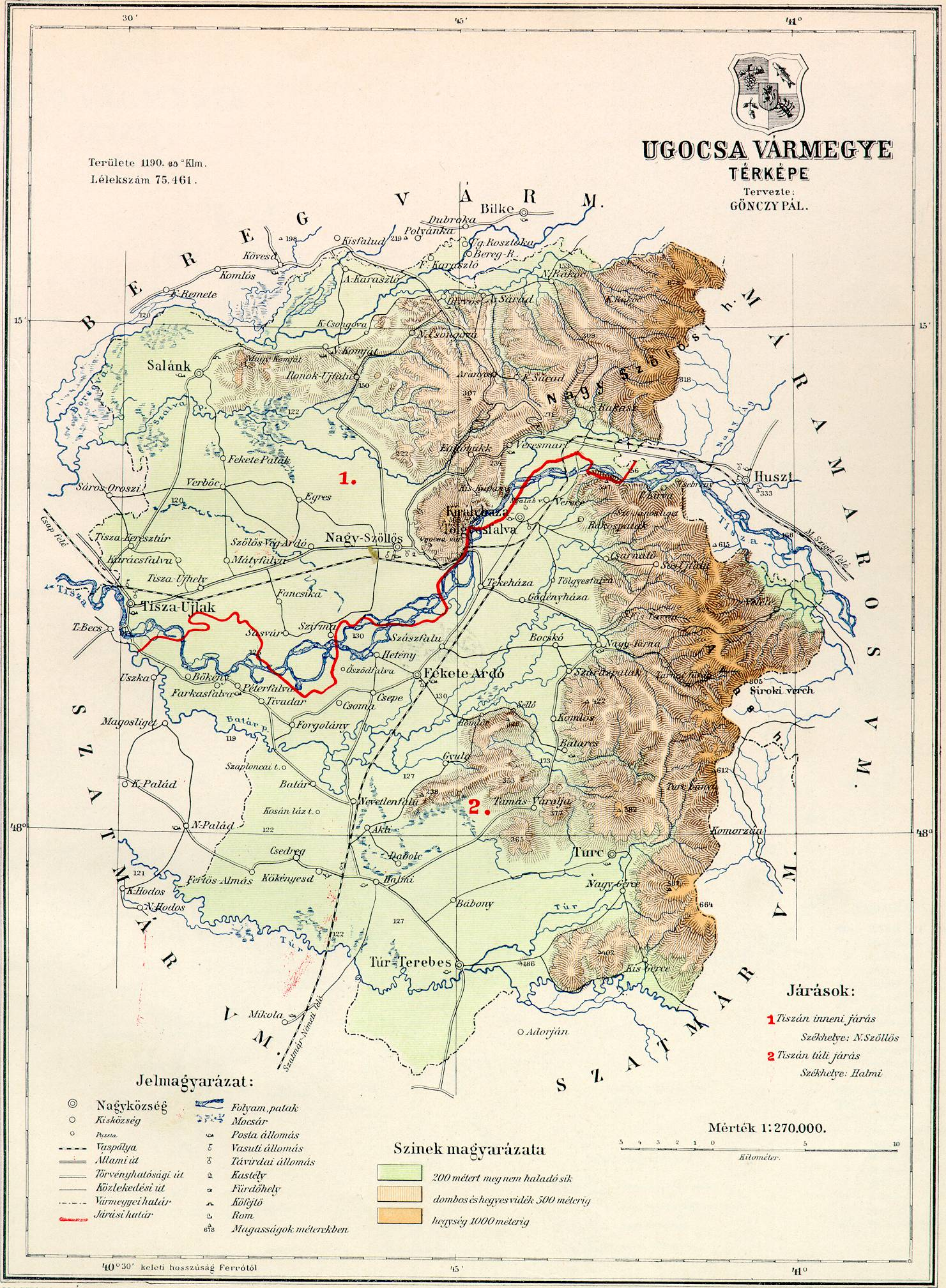
Karte des Komitats Ugocsa um 1890

Das Komitat grenzte im Norden an das Komitat Bereg, im Osten an das Komitat Máramaros und im Süden an das Komitat Szatmár.
Es lag zu beiden Seiten der Theiß und hatte 1910 hatte 91.800 Einwohner auf einer Fläche von 1.213 km².

## Geschichte
Das Komitat war bis zum Vertrag von Trianon 1920 Teil des Königreichs Ungarn und wurde dann größtenteils zwischen der neu entstandenen Tschechoslowakei (als Teil der Karpatenukraine) und Rumänien (in den Bezirk Satu Mare eingegliedert) aufgeteilt. Bei Ungarn verblieb nur ein unbewohntes Gebiet von 0,1 km² Größe der Gemeinde Tiszapéterfalva (heute Pyjterfolwo), das 1923 dem neuen Komitat Szatmár, Ugocsa és Bereg angegliedert wurde. 
Infolge des Ersten Wiener Schiedsspruchs kam das Gebiet 1939 wieder zu Ungarn, und das Komitat wurde mit der Hauptstadt Nagyszőllős wiedererrichtet. Nach dem Ende des Zweiten Weltkriegs wurde der Vorkriegszustand wiederhergestellt, die tschechoslowakische Karpatenukraine wurde jedoch Teil der Sowjetunion (genauer der Ukrainischen SSR). Seit 1991 gehört der Nordteil zur unabhängigen Ukraine (hier in der Oblast Transkarpatien gelegen).

## Bezirksunterteilung

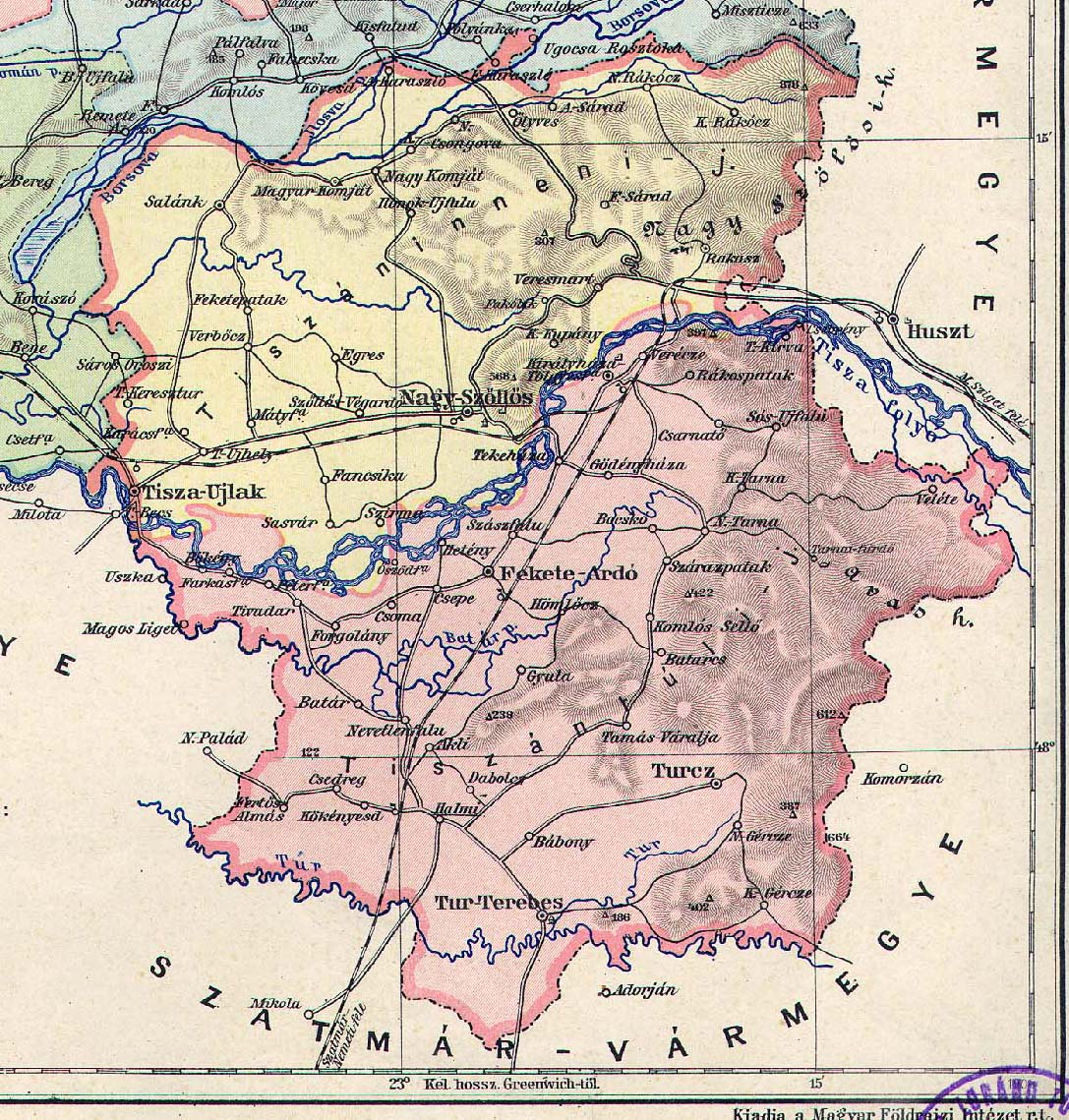
Administrative Karte

Im frühen 20. Jahrhundert bestand folgende Verwaltungseinteilung:
| Stuhlbezirke (járások)              | Stuhlbezirke (járások)                   |
| Stuhlbezirk                         | Verwaltungssitz                          |
| ----------------------------------- | ---------------------------------------- |
| Tiszáninnen („diesseits der Theiß“) | Nagyszőllős, heute Виноградів/Wynohradiw |
| Tiszántúl („jenseits der Theiß“)    | Halmi, heute Halmeu                      |

Wynohradiw liegt in der heutigen Ukraine, Halmeu in Rumänien.